# Раян Долан
Ра́ян До́лан (англ. Ryan Dolan; Стребен, Північна Ірландія) — північноірландський співак. Представляв Ірландію на Євробаченні 2013 з піснею «Only Love Survives». У фіналі співак посів останнє (26-те) місце.

## Особисте життя
Раян Долан є геєм.